# فضل‌آباد (تیران و کرون)
فضل‌آباد روستایی در دهستان رضوانیه بخش مرکزی شهرستان تیران و کرون استان اصفهان ایران است. بر پایه سرشماری عمومی نفوس و مسکن در سال ۱۳۹۰ جمعیت این روستا ۱۶۲ نفر (در ۵۷ خانوار) بوده است.
اکثر نام های خانوادگی این روستا را یزدانی به خود اختصاص داده است. سال ها است در پی خشک سالی بخش عمده باغ های پر تزکرام روستا نابود شده است. از مفاخر این روستا میتوان به خلبان علی یزدانی فضل آبادی فرزند مرتضی اشاره کرد که او رابه عنوان احیا کننده هوانوردی عمومی فوق سبک کشور و احیاگر شرکت هوانوردی پرسان میشناسند.